# Chiusura delle tube
La chiusura delle tube, o sterilizzazione tubarica, o legatura delle tube, è un metodo contraccettivo chirurgico, praticato sulla donna in vari modi. È un metodo drastico, in quanto si tratta di una sterilizzazione tendenzialmente permanente.

## Reversibilità

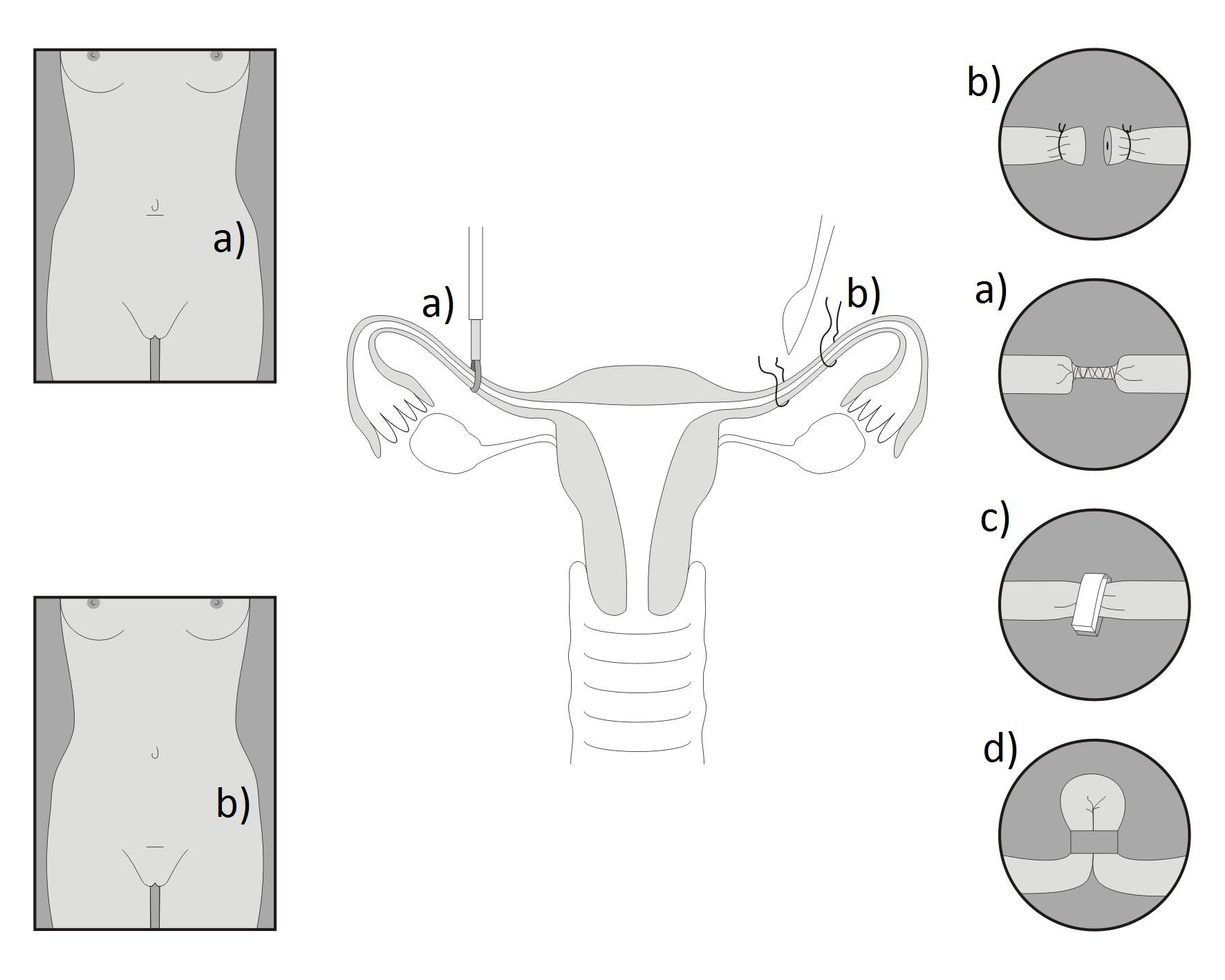
Metodologia della chiusura delle tube

In inerenza a quanto quest'intervento di reversibilità possa restituire la fertilità, i dati sono variabili in relazione all'età della donna.
Non è comunque affatto vero che un'inversione di legatura delle tube, rispetto alle possibilità di concepimento, sia caratterizzato da un alto tasso di insuccesso, e men che meno che essi sia stato praticamente abbandonato.
Secondo il Centro Infertilità di Saint Louis, le inversioni di legatura delle tube hanno un grande successo, tanto che le donne possono aspettarsi un tasso di fertilità del 95%, dopo che la procedura sia stata eseguita.
La clinica esegue l'intervento chirurgico in laparoscopia.
Presso il Centro Reversal Chapel Hill, invece, i medici offrono un tasso di successo nell'ottenimento di una gravidanza dopo l'intervento chirurgico di reversione del 75%, percentuale comunque ottima.
Le percentuali di successo offerte da entrambe queste cliniche rispecchiano complessivamente la media nazionale. 
Tuttavia, è corretto puntualizzare che questi tassi di successo scendono drasticamente, quando la paziente è di età superiore ai 45 anni; ma questo, d'altronde, è anche un fatto puramente fisiologico.
I ginecologi e gli ostetrici fanno correttamente presente di non mettersi comunque nelle condizioni di aspettativa più rosee, quando si esegue l'intervento di reversione su donne d'età superiore ai 35 anni.
Questo è un atteggiamento prudenziale del tutto corretto, ma bisogna comunque considerare che siamo ancora di fronte a percentuali di tutto rispetto.
Complessivamente, difatti, per le donne sotto i 30 anni, il tasso di successo di gravidanza è del 77%.
Per le donne che sono di età compresa tra 35 e 39 anni, il tasso di successo scende a circa il 62%, che comunque è ancora una percentuale, per l'appunto, del tutto rispettabile. 
Per le donne oltre i 40 anni, la percentuale, come detto, scende ulteriormente, il che è comunque anche fisiologicamente abbastanza ovvio, e si attesta attorno al 34%, che comunque non è affatto una percentuale trascurabile, se posta in rapporto all'immaginario comune dell'irreversibilità di questo tipo di intervento.
Di certo, se la legatura delle tube ha coinvolto una cauterizzazione (cioè una bruciatura delle estremità delle tube stesse, una volta resezionate e legate), è chiaro che le probabilità che un'inversione porti un successo riproduttivo sono molto più basse, proprio a causa dei danni provocati alle tube, ma non è affatto necessario intervenire con una cauterizzazione, anzi si può espressamente richiedere che ciò non avvenga, tanto in ogni caso l'intervento, se ben praticato, ottiene una sicurezza contraccettiva attorno al 100%.
Del resto, oltretutto, anche nei casi in cui le possibilità d'una gravidanza di successo a conseguenza d'un intervento di reversione d'una salpingectomia siano basse, è sempre possibile considerare di ricorrere alla fecondazione in vitro: è un metodo più costoso per concepire, ma è una buona scelta per coloro le cui tube sezionate non siano in condizioni sufficientemente buone perché la procedura di inversione offra buone probabilità d'ottenere una gravidanza.
Dunque non si può propriamente affermare che tra gli svantaggi di questo metodo di controllo della fertilità femminile vi sia principalmente quello dell'irreversibilità, per quanto sarebbe opportuno compierlo quando se ne è pienamente convinte. Tra i vantaggi vi sono l'alto tasso di successo (simile a quello della pillola contraccettiva) e l'ammortarsi del costo iniziale dell'operazione nel lungo periodo rispetto al costo ricorrente di altri metodi contraccettivi.
Il metodo contraccettivo chirurgico usato per l'uomo è, invece, detto vasectomia e comporta minori complicazioni.
Pare che esista una sindrome che segue la chiusura delle tube, detta Post Tubal Ligation Syndrome.
Appare comunque non esservi concordanza nel mondo scientifico sotto questo punto di vista, si tratta di un argomento controverso, ma alcune donne sostengono che dopo aver avuto la loro legatura delle tube, soffrono di quella che viene chiamata appunto "sindrome post-legatura delle tube". 
Alcuni dei sintomi più comuni sono periodi mestruali più pesanti del normale, crampi, mal di schiena e sbalzi d'umore estremi. 
Alcuni medici sostengono che la sindrome non esista, mentre altri ritengono che la sindrome sia molto reale.
Secondo uno studio pubblicato sul New England Journal of Medicine da un gruppo di ricercatori di Atlanta, tale sindrome risulterebbe inesistente.

## Tecnica dell'intervento
La chiusura delle tube nella donna si può eseguire in varie maniere: tramite approccio vaginale, tramite laparoscopia, con una minilaparotomia ("minilap") oppure con una vera e propria laparotomia. Si tratta fondamentalmente di interrompere il decorso tubarico con vari metodi. L'intervento addominale (laparoscopico o laparotomico) prevede l'incisione delle due tube con allontanamento dei monconi residui; quello vaginale prevede l'inserimento di una sostanza non riassorbibile, che forma una sorta di "barriera" a livello tubarico. Si preferisce per lo più l'approccio laparoscopico per la brevità dell'intervento e per la sua relativa semplicità, mentre la via laparotomica è preferita quando la chiusura delle tube si effettua nel contesto di un altro intervento (taglio cesareo, cisti ovariche, eccetera).